# Statues d'Ain Ghazal
Les statues d'Ain Ghazal sont des statues de grande taille en plâtre de chaux et en roseau, âgées d'environ 9 000 ans, découvertes sur le site archéologique d'Ain Ghazal, en Jordanie. Elles ont été réalisées au Néolithique, entre 7200 et 6250 av. J.-C.,,. Un total de 15 statues et 15 bustes ont été découverts en 1983 et 1985 dans deux caches souterraines, créées à environ 200 ans d'intervalle,.
Les statues sont parmi les plus anciennes représentations à grande échelle de la forme humaine, et sont considérées comme l'un des plus remarquables spécimens d'art préhistorique du Néolithique du Proche-Orient,,,.

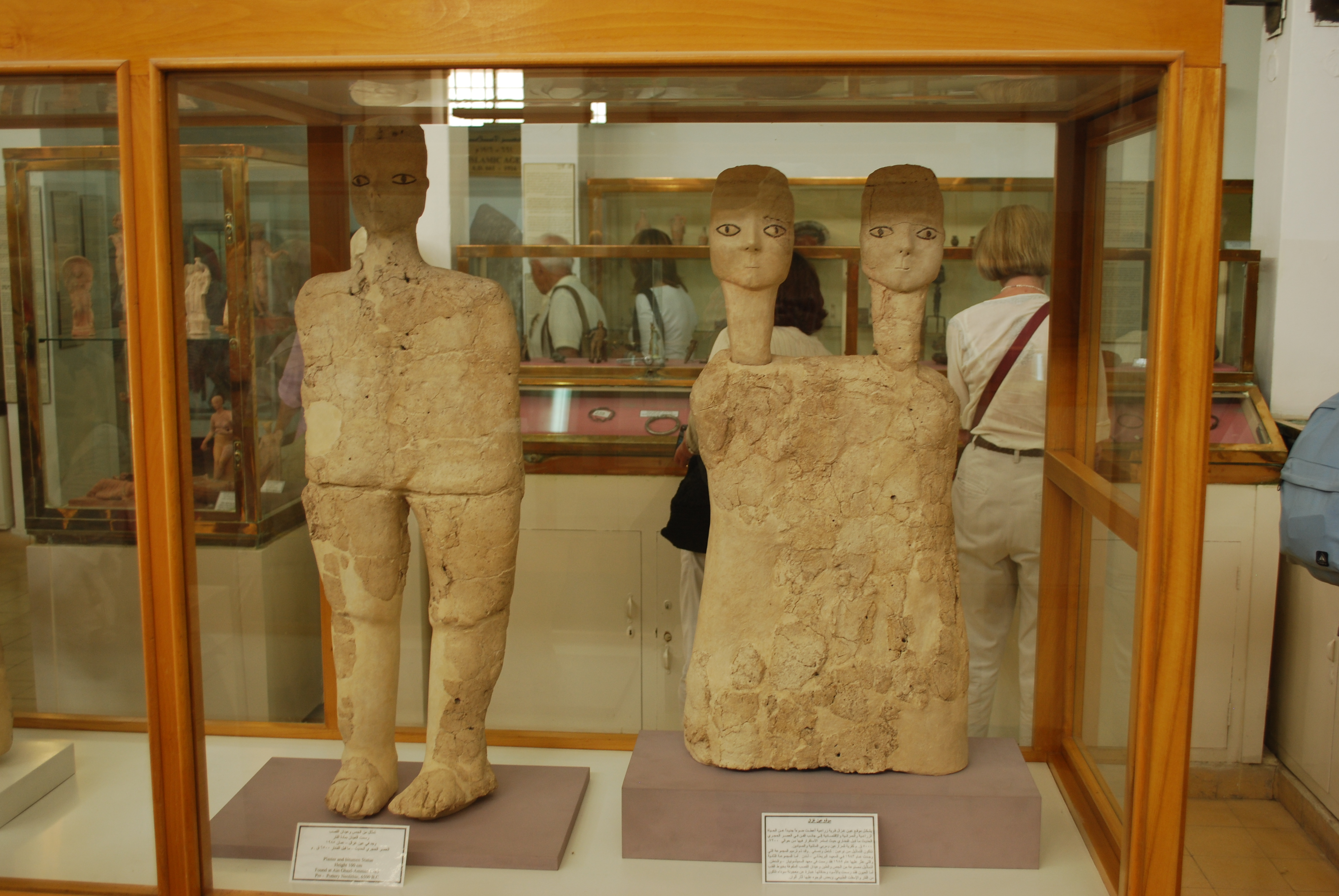
Statues au de la Citadelle d'Amman.

## Historique
Le site d'Ain Ghazal a été découvert en 1974 par des promoteurs qui construisaient une autoroute reliant Amman à la ville de Zarka. Les fouilles ont commencé en 1982. Les statues ont été découvertes en 1983. En examinant une coupe transversale de la terre dans un chemin creusé par un bulldozer, les archéologues sont tombés sur le bord d'une grande fosse située à 2,5 m sous la surface et contenant des statues en plâtre. Des fouilles dirigées par Gary O. Rollefson ont eu lieu en 1984-1985, et une deuxième série de fouilles sous la direction de Rollefson et Zeidan Kafafi en 1993-1996.
Au total, 15 statues et 15 bustes ont été trouvés dans deux caches, séparées par près de 200 ans. Comme ils ont été soigneusement déposés dans des fosses creusées dans le sol de maisons abandonnées, ils sont remarquablement bien conservés. Les vestiges de statues similaires trouvées à Jéricho et à Nahal Hemar (en) n'ont survécu qu'à l'état de fragments.
La fosse où les statues ont été trouvées a été soigneusement creusée autour par les archéologues, et le contenu a été placé dans une boite en bois remplie de mousse de polyuréthane pour la protection pendant le transport. Les statues sont faites de plâtre, qui est fragile, surtout après avoir été enterré pendant si longtemps. Le premier ensemble de statues découvert sur le site a été envoyé à l'Institut royal d'archéologie en Grande-Bretagne, tandis que le second ensemble, trouvé deux ans plus tard, a été envoyé à la Smithsonian Institution de New York pour y être restauré. Les statues ont été retournées en Jordanie après leur restauration et peuvent être vues au Jordan Museum.

## Contexte
Le site d'Ain Ghazal a été habité d'environ 7250 à 5000 av. J.-C.. À son apogée, durant la première moitié du VIIe millénaire av. J.-C., la colonie s'étendait sur 10 à 15 ha et était habitée par environ 3 000 personnes.

## Description
Les sculptures sont de deux types, des statues complètes et des bustes. Certains des bustes sont bicéphales. Un grand effort a été fait pour modeler les têtes, avec des yeux grands ouverts et des iris soulignés par du bitume. Les statues représentent des hommes, des femmes et des enfants ; les femmes sont reconnaissables à leurs caractéristiques ressemblant à des seins et à des ventres légèrement élargis, mais les caractéristiques sexuelles masculines ou féminines ne sont pas mises en valeur, et aucune des statues n'a de parties génitales, la seule partie de la statue façonnée avec un minimum de détails étant le visage.
Les statues ont été formées en modelant du plâtre humide à partir de calcaire sur un noyau de roseau à l'aide de plantes qui poussaient sur les rives de la rivière Zarqa. Le roseau s'est décomposé au cours des millénaires, laissant des coquilles de plâtre avec des intérieurs creux. Le plâtre de chaux est formé en chauffant le calcaire à des températures comprises entre 600 et 900 °C. La chaux hydratée est ensuite combinée à de l'eau pour obtenir une pâte, qui a ensuite été modelée. Le plâtre devient un matériau résistant à l'eau lorsqu'il sèche et durcit. Les têtes, les torses et les jambes étaient formés à partir de fagots de roseaux séparés qui étaient ensuite assemblés et recouverts de plâtre. Les iris étaient soulignés avec du bitume et les têtes étaient probablement recouvertes d'une sorte de perruque.
Les statues sont grandes mais pas de taille humaine, les plus grandes ayant une hauteur proche de 1 m. Elles sont disproportionnellement plates, d'une épaisseur d'environ 10 cm. Elles étaient néanmoins conçues pour tenir debout, probablement ancrées au sol dans des lieux clos et destinées à être vues uniquement de face,.

## Interprétation
La façon dont les statues ont été fabriquées ne leur aurait pas permis de durer longtemps, mais comme elles ont été enterrées en parfait état, il est possible qu'elles n'aient jamais été exposées pendant une longue période, mais plutôt produites dans le but d'être enterrées intentionnellement.
Leur fonction reste incertaine, les archéologues pensant qu'elles ont pu être enterrées juste après leur production, ayant peut-être été faites dans cette intention : « Elles sont généralement considérées comme représentant les ancêtres des membres de la communauté, ou des variations sur ce thème. On peut en déduire que le traitement des têtes de ces statues est similaire à celui des crânes désarticulés et enterrés. L'enterrement des statues est également similaire à la manière dont les habitants d'Ain Ghazal enterraient leurs morts. Cependant, que se passe-t-il si ces statues ne sont pas du tout des représentations, mais plutôt des objets animés ? Et si elles étaient enterrées de la même manière que les humains parce qu'on pensait qu'elles étaient mortes ou qu'elles avaient perdu leurs pouvoirs animés ? Ces statues soulèvent autant de questions qu'elles n'apportent de réponses et, pour cette raison, elles constituent un riche terrain d'étude pour l'avenir. ».

## Conservation
Les statues d'Ain Ghazal font aujourd'hui partie des collections du Musée Jordanien (en) d'Amman, certaines étant également exposées au Musée archéologique jordanien (en) de la Citadelle, tandis que quelques-unes ont été prêtées à des musées étrangers. Une statue se trouve au musée du Louvre à Paris, dont elle constitue l'œuvre la plus ancienne ; ce prêt de longue durée de la Jordanie est tacitement renouvelable tous les trente ans. Des parties de trois autres statues sont visibles au British Museum de Londres ; et l'une des figures à deux têtes est exposée au Louvre Abou Dabi,.

## Galerie

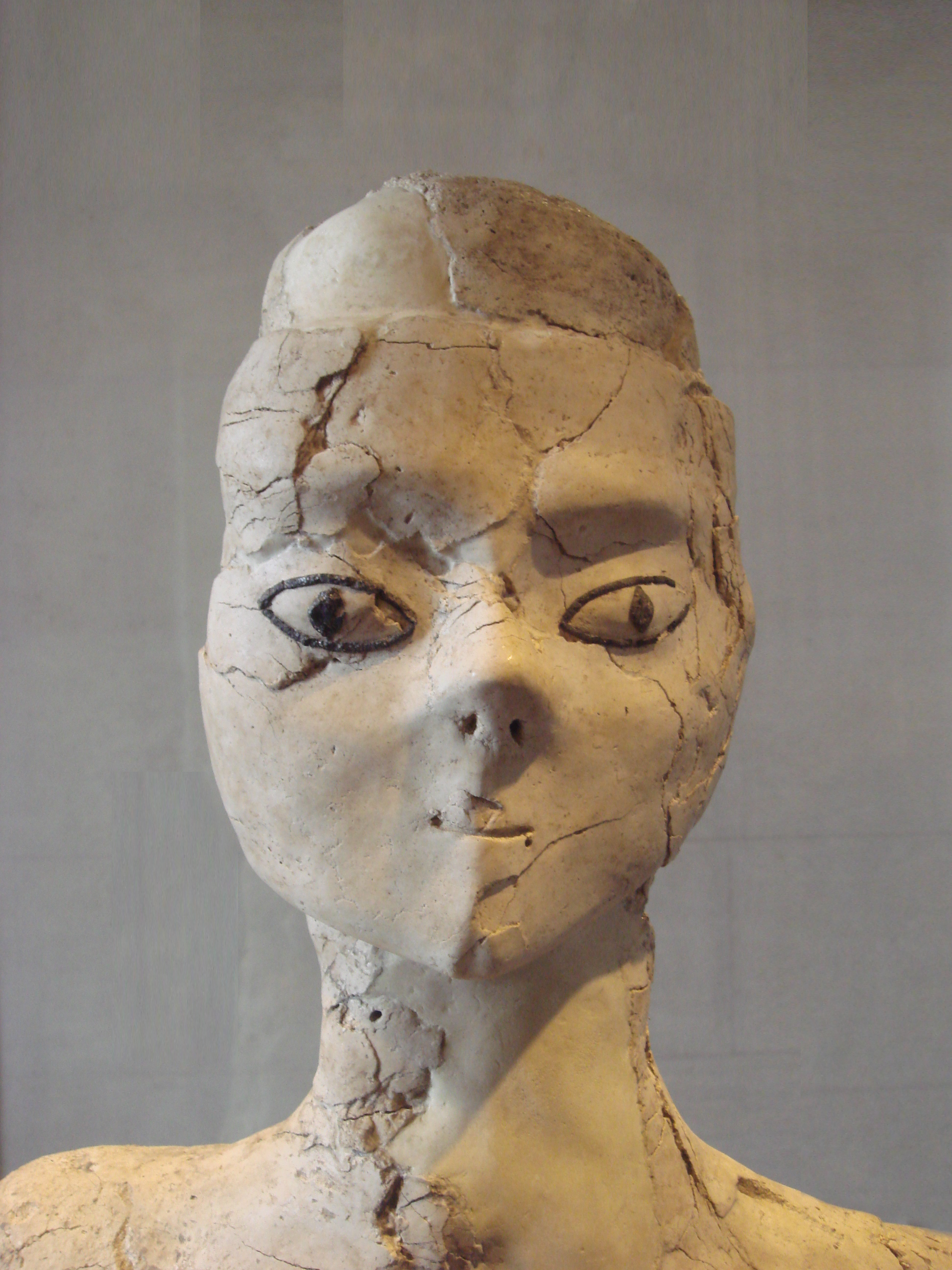
Statue au Musée du Louvre.
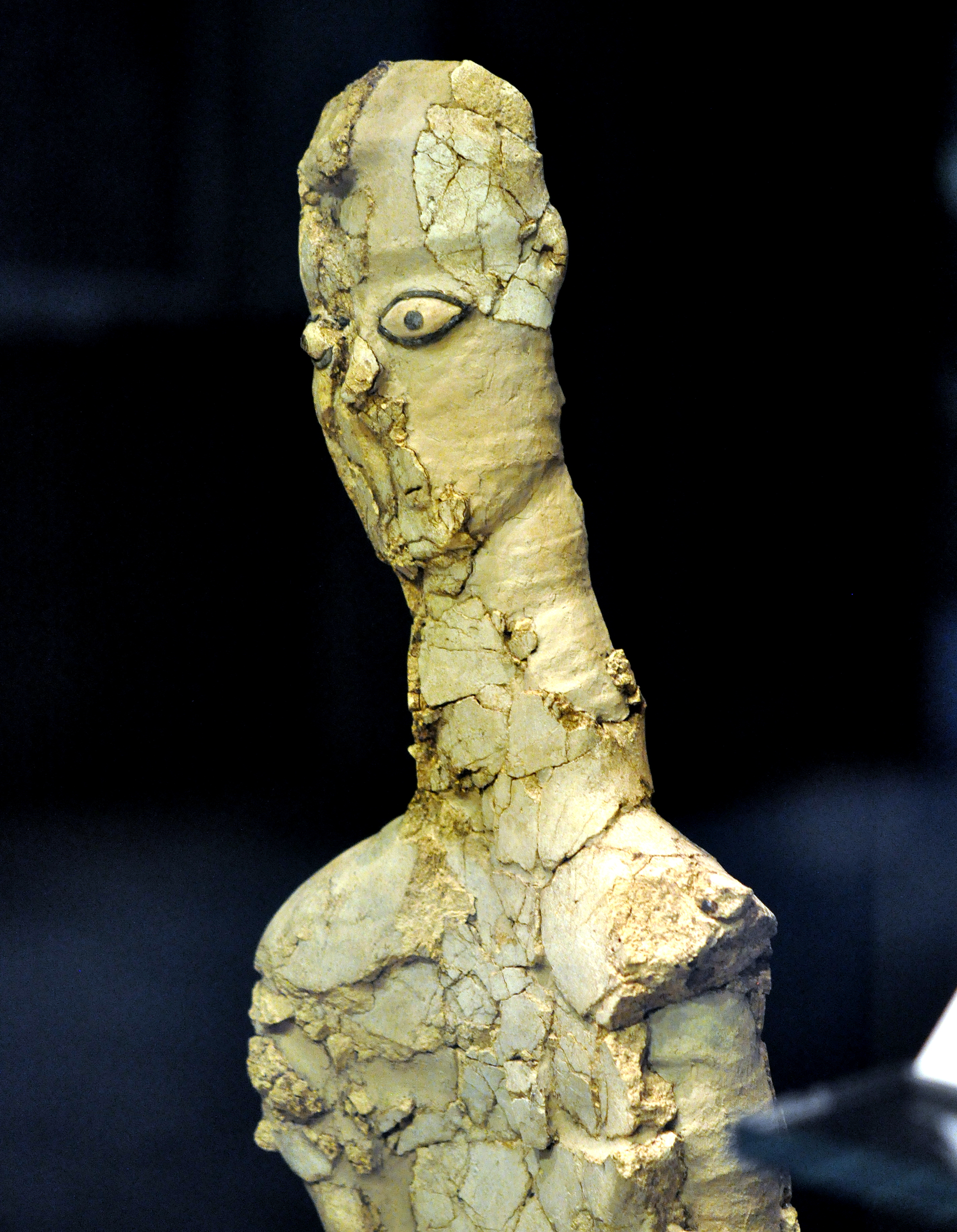
Statue au British Museum.
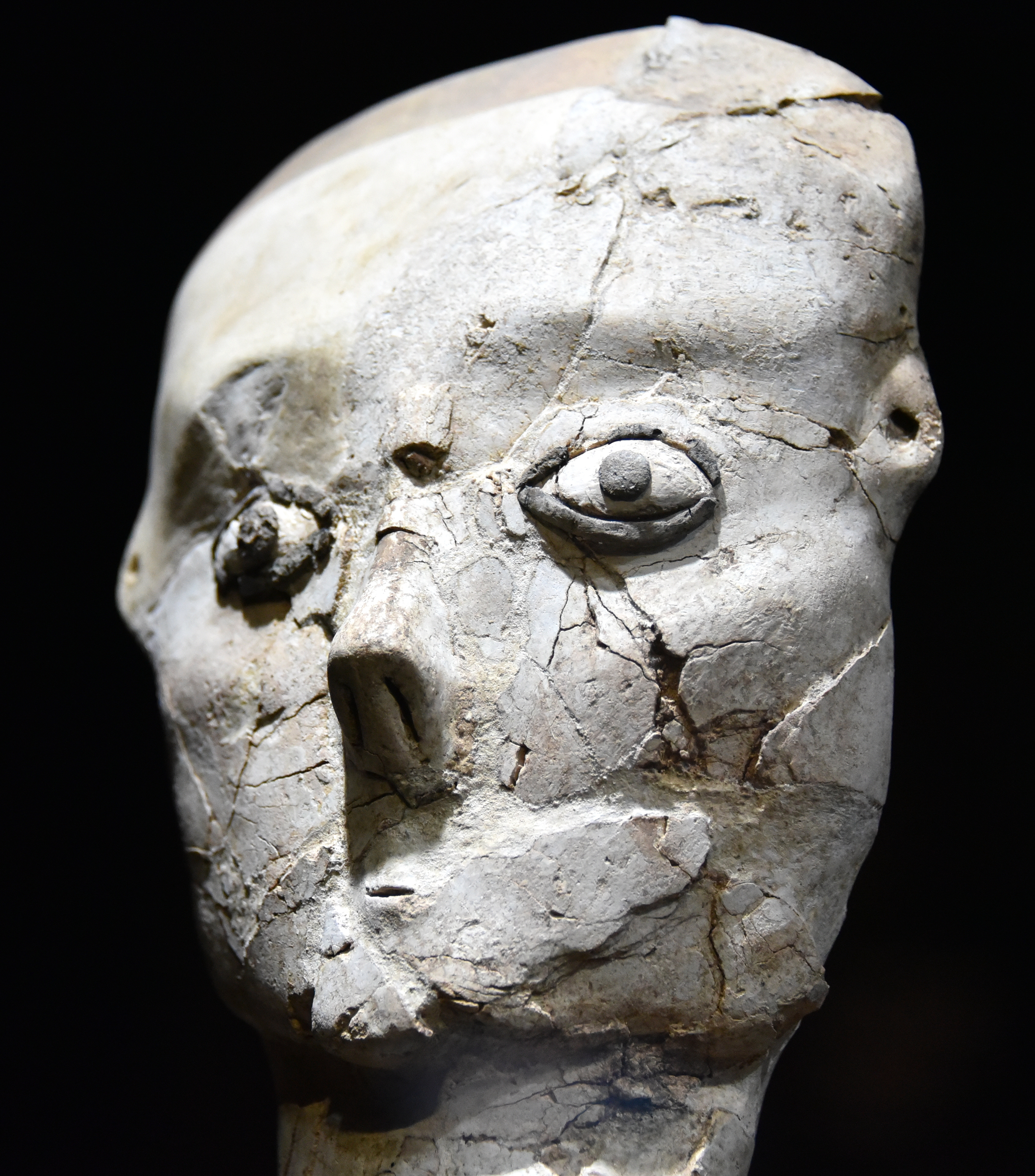
Statue au Musée jordanien.
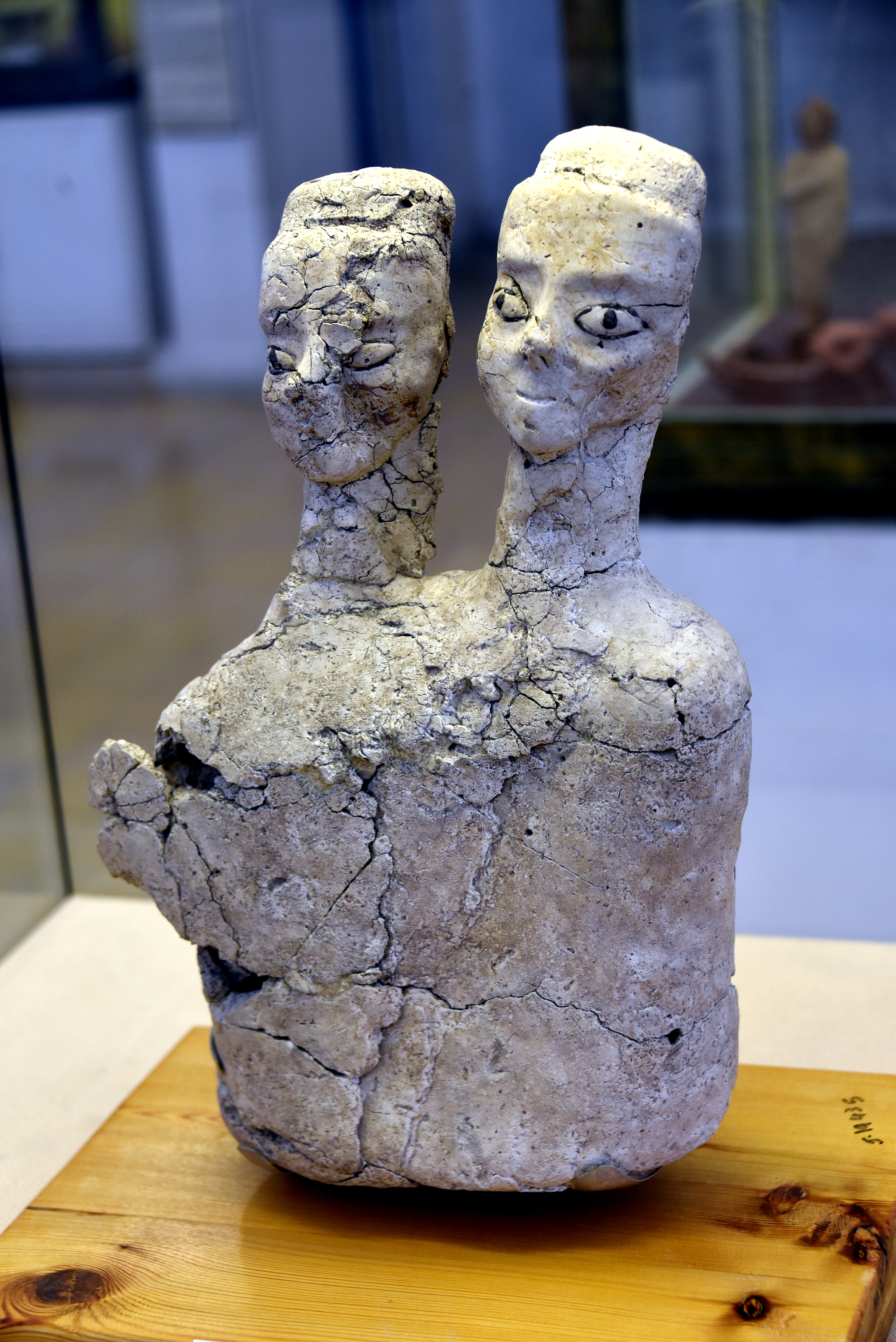
Statue au Musée archéologique jordanien.
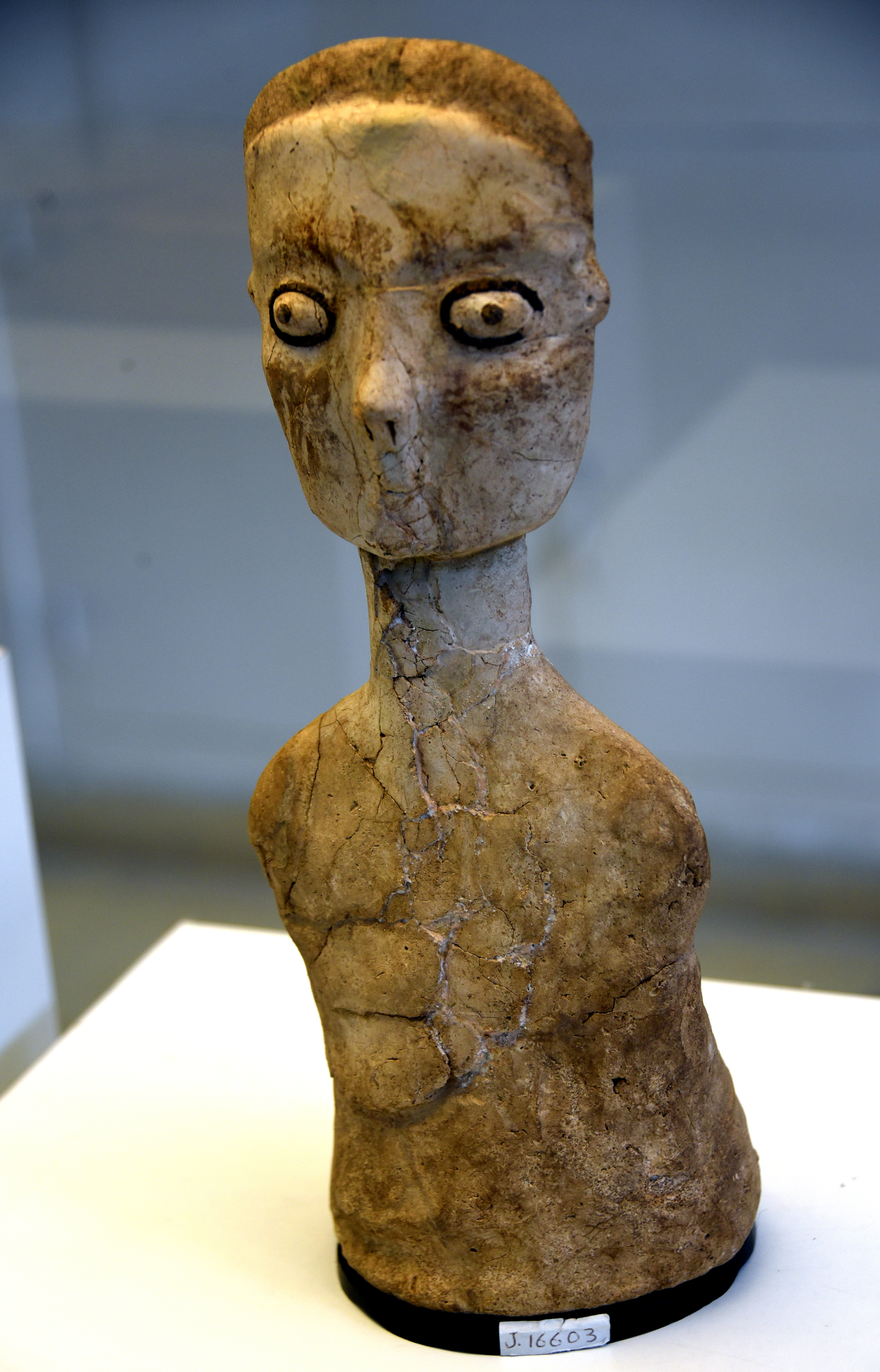
Statue au Musée archéologique jordanien.
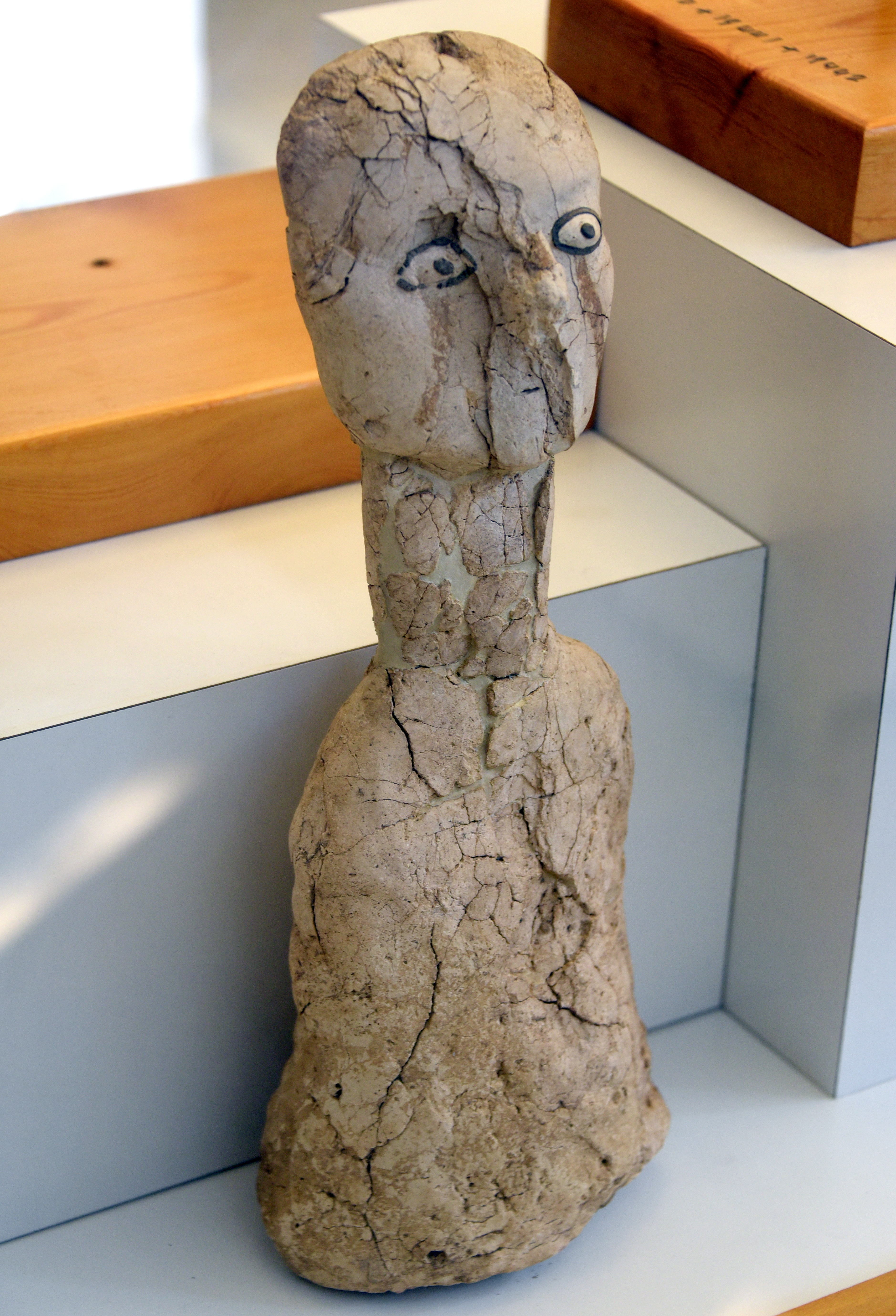
Statue au Musée archéologique jordanien.
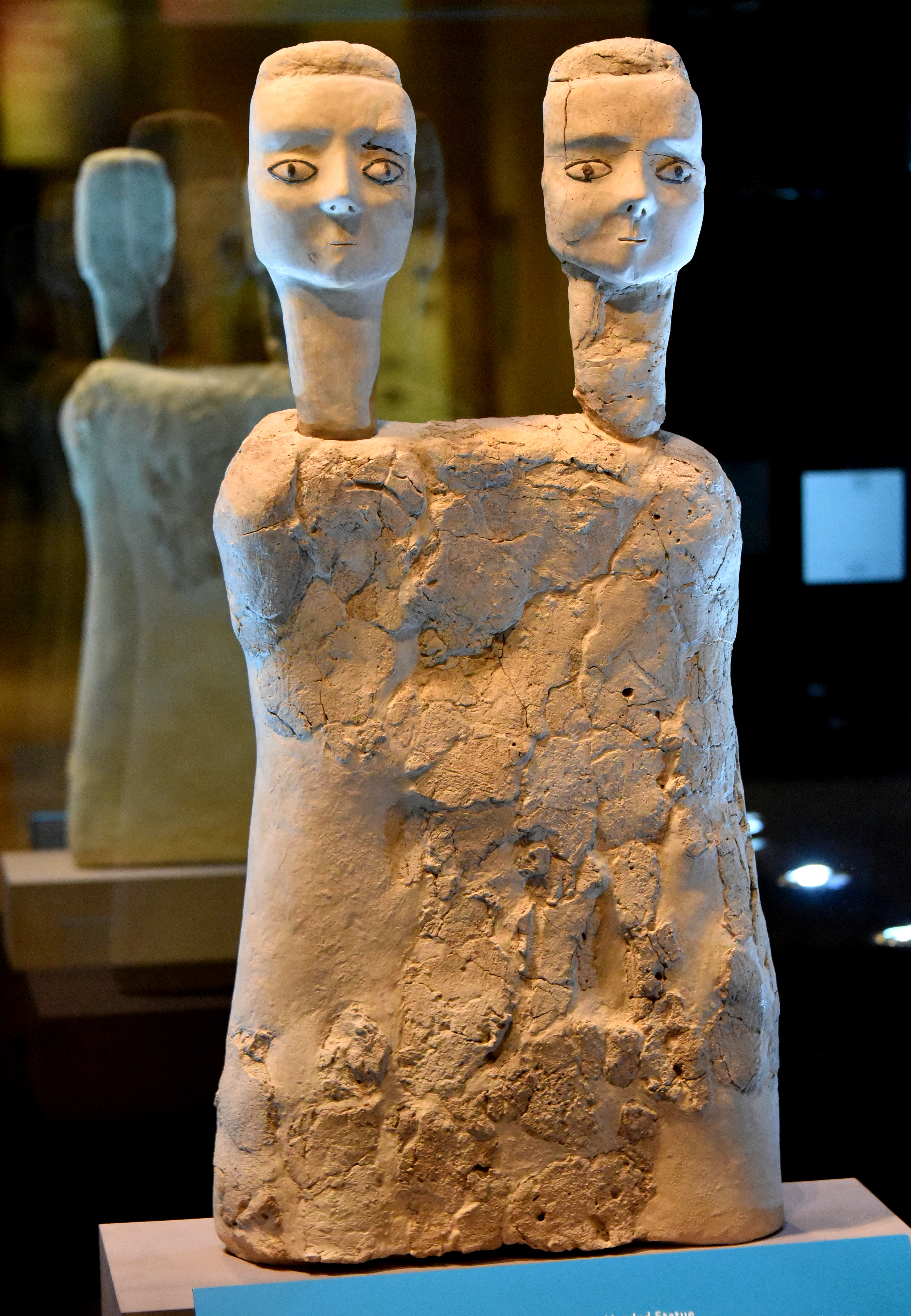
Statue au Musée jordanien.
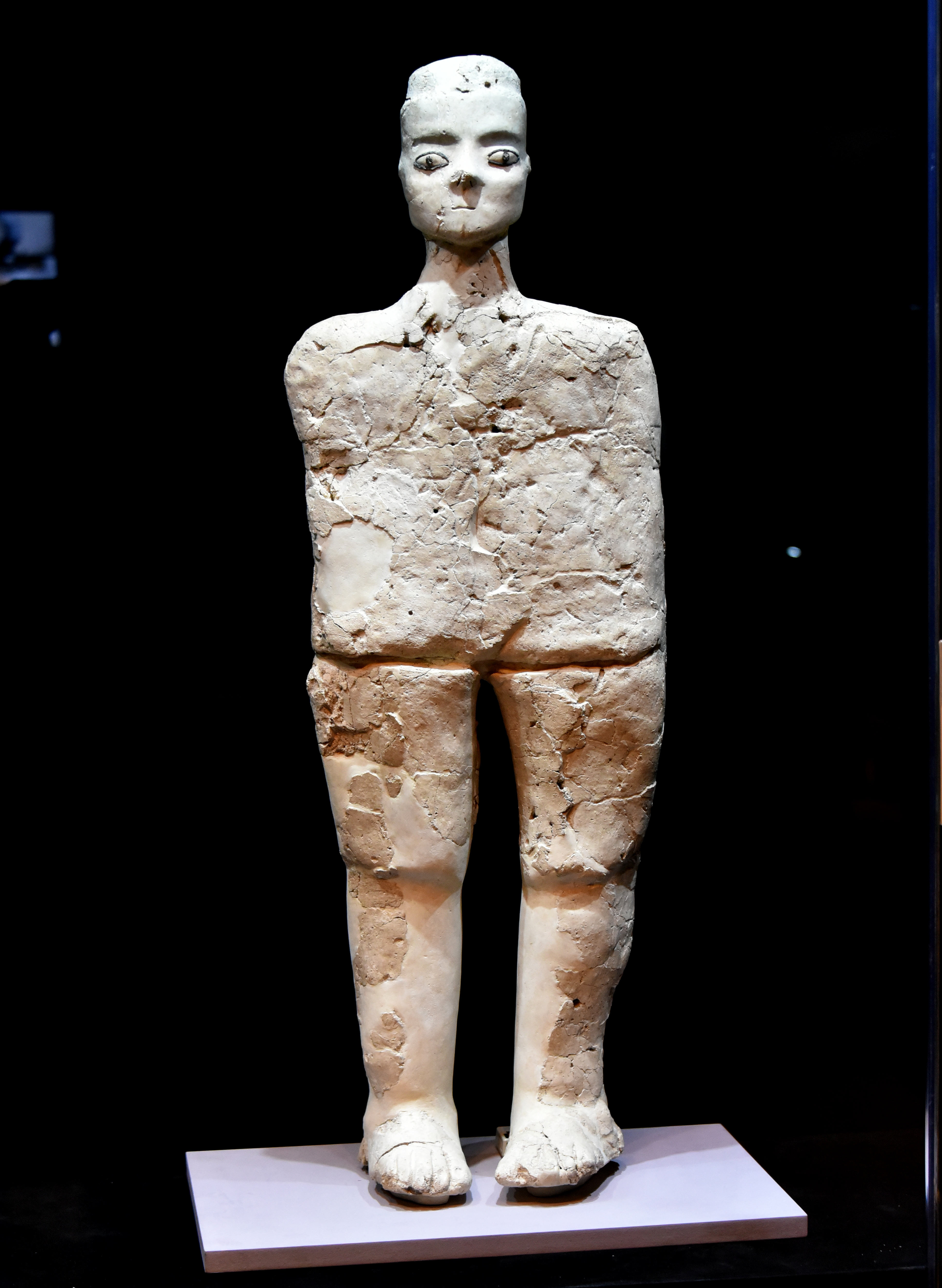
Statue au Musée jordanien.